# Comuna Țîmbalivka, Stara Sîneava
Țîmbalivka (în ucraineană Цимбалівська сільська рада) este o comună în raionul Stara Sîneava, regiunea Hmelnîțkîi, Ucraina, formată din satele Iablunivka și Țîmbalivka (reședința).

## Demografie
Componența lingvistică a comunei Țîmbalivka
     Ucraineană (99,06%)
     Alte limbi (0,94%)
Conform recensământului din 2001, majoritatea populației comunei Țîmbalivka era vorbitoare de ucraineană (99,06%), existând în minoritate și vorbitori de alte limbi.